# Colette Renard
Colette Renard, pseudonimo di Colette Lucie Raget (Ermont, 1º novembre 1924 – Saint-Rémy-lès-Chevreuse, 6 ottobre 2010), è stata una cantante francese.
Nata nella regione Seine-et-Oise, oggi Val-d'Oise, è morta nelle Yvelines

## Biografia
Figlia di Robert Raget, falegname, e di Henriette Craffe, Colette Lucie Raget nasce al 98 bis della rue de la Gare a Ermont. Trascorse la sua infanzia in questo comune fino agli studi musicali.
Dopo aver studiato violoncello diventa segretaria poi cantante nell'orchestra di Raymond Legrand, che sposerà nel 1960. Nel 1956 interpreta il personaggio di Irma nella commedia musicale Irma la dolce di Alexandre Breffort (testi) e Marguerite Monnot (musiche) che interpreta fino al 1967. Si esibisce varie volte all'Olympia e al Bobino di Parigi dove fa da avanspettacolo a Georges Brassens nel 1976. Nel 1982 le vengono assegnati due dischi d'oro. Oltre a numerosi successi popolari registra vari album di canzoni erotiche, spinte o salaci. La più celebre rimane "Les Nuits d'une demoiselle" dove enumera le espressioni in gergo per descrivere i rapporti sessuali (le versioni edite su 45 giri EPL 8141 e sul 33 giri Récital 65 LD 658 30, sono versioni soft. Sul retro della copertina di Récital 65 compare la scritta versione epurata). Dopo essersi allontanata una decina d'anni dal mondo dello spettacolo ritorna nel 1998 con un recital al Théâtre de Dix-Heures in contemporanea con l'uscita della sua autobiografia "Mémoires" (edizioni Grasset). Poi con la collaborazione di Pascal Maurice, in arte Paul Melchior, registra nel 2002 il suo ultimo album studio "Ceux qui s'aiment". Lo stesso anno si esibisce per l'ultima volta con il recital omonimo al Théâtre Déjazet di Parigi.
Ha recitato in alcuni films di cui "Un roi sans divertissement" nel 1963 et "IP5: L'île aux pachydermes" nel 1992 con Yves Montand.
Dall'agosto del 2004 interpretò il ruolo di Rachel Lévy prozia di Nathan Leserman e zia di Guillaume Leserman con i quali condividerà diversi intrighi nello sceneggiato quotidiano "Plus belle la vie" diffuso sul canale televisivo France 3. Si trasferì a Marsiglia per essere più vicina agli studi di registrazione. Lascia la serie nel settembre del 2009. Questa partenza non doveva essere definitiva ma qualche tempo dopo sopravviene il decesso e gli sceneggiatori fanno in modo che non compaia più nella serie. Nella finzione il suo personaggio si è trasferito definitivamente in una casa di riposo in Martinica.
Nel privato si è sposata 4 volte. Con Jean Houssin (1945-1947), Georges Chottin (1952-1955), Raymond Legrand (1960-1969) e Michel Wandler il 20 septembre 1978. Negli anni '60 e '70, una relazione con Franck Fernandel fece scalpore nei media.
Ha pubblicato la sua autobiografia "Raconte-moi ta chanson" nel 1998 e "Ceux qui s'aiment: bloc-notes" nel 2006. 
È stata la madrina dell'associazione "Blé de l'esperance" il cui scopo è di aiutare i bambini ricoverati a vivere meglio l'esperienza in ospedale. Per raccogliere fondi vengono allestite diverse rappresentazioni teatrali a Marsiglia e Colette Renard vi partecipa.
È morta mercoledì 6 ottobre 2010 dei postumi di un cancro al cervello (diagnosticato nel 2006). Inumata a Milon-la-Chapelle nelle Yvelines, aveva 85 anni.

## Discografia

### Albums studio
- 1957 : Chante Paris (doppio 25 cm)
- 1958 : Chante la vieille France (25 cm)
- 1958 : Envoie la musique (25 cm)
- 1960 : Chansons gaillardes de la vieille France
- 1961 : Tête-à-tête avec Colette Renard
- 1961 : La chanson française (doppio 33 giri 30 cm)
- 1963 : Chansons très libertines
- 1965 : Bon appétit...
- 1966 : Poèmes libertins du temps passé (triplo 33 giri 30 cm)
- 1966 : Poèmes libertins du temps présent
- 1967 : 1967 - La nouvelle Colette Renard
- 1968 : Irma la douce (doppio album di duetti con diversi cantanti di cui Franck Fernandel)
- 1968 : La chanson satirique de Charlemagne à Charles de Gaulle - 1ère époque (doppio album)
- 1969 : Chansons polissonnes
- 1969 : Paris-Montmartre
- 1971 : Liverpool la nuit
- 1972 : Chansons galantes
- 1973 : Au clocher de mon coeur (doppio album)
- 1973 : Chansons érotiques du royaume de France
- 1975 : Depuis le temps que je chante que je t'aime
- 1978 : Une valse bleue
- 1979 : Il y a des jours comme ça
- 1983 : B.O.F. Un amour de femme
- 1986 : Fables d'aujourd'hui (testi recitati, scritti da Lucien Baumann)
- 2002 : Ceux qui s'aiment

### Albums dal vivo
- 1958 : À l'Olympia - 10 chansons nouvelles (25 cm)
- 1960 : À l'Olympia - Volume 8
- 1962 : À l'Olympia
- 1964 : Récital 65
- 1976 : À Bobino

### Compilations
- 1987 : Les grands succès (cd Vogue, 16 canzoni)
- 1992 : 36 chansons gaillardes et libertines (doppio cd Vogue)
- 2001 : Colette Renard (Triplo cd, “Sélection du Reader's Digest”, 72 canzoni)

### Singoli
- 78 giri Pacific 1998 : La gorgonzola / Robinson Crusoë (1949)
- EP Festival FX 451148M : Les filles du bucheron / A la belle étoile / Qu'elle est belle / Sous les pommiers (usciti su due 78 T nel 1952, raggruppati su questo EP nel 1958)
- EP Vogue EPL 7273 : Les godasses / Ferme-là / Simonetta / L'âge atomique (Rock Around The Island) (1956)
- EP Vogue EPL 7293 : L'arbre et l'homme / Les jouets / L'homme et l'araignée / Mon île (1956)
- EP Vogue EPL 7300 : Chante les airs d'Irma la douce : Avec les anges / Irma la douce / Y'a qu'Paris pour ça / Ah ! dis donc (1956)
- EP Vogue EPL 7365 : Quand t'auras mangé ta soupe / L'homme en habit / Calypso mélodie / Où va-t-on se nicher ? (1957)
- EP Vogue EPL 7367 : Zon, zon, zon / Sa casquette / Sur le pont St Louis / C'est du soleil de t'embrasser (1957)
- EP Vogue EPL 7394 : Chante les succès du film Un roi à New York : Mandoline amoureuse / Toi l'amour / La complainte des cœur purs / Sur les bords de Paris (1957)
- EP Vogue EPL 7438 : Croquemitoufle / Tais-toi Marseille / L'orphéon / À Paris, y'a tout ça (1958)
- EP Vogue EPL 7440 : Zon, zon, zon / Sa casquette / L'homme en habit / Où va-t'on se nicher ? (1958)
- EP Vogue EPL 7440 : Les chansons gaillardes de la vieille France : Les filles de La Rochelle / La femme du roulier / Sur la route de Louviers / Les trente brigands (1958)
- EP Vogue EPL 7510 : L'eau vive / Le bonheur / Envoie-la musique / Trois fois rien (1958)
- EP Vogue EPL 7544 : Ca, c'est d'la musique / L'enfant aux oranges / La Sainte-Flemme / C'est moi la java (1958)
- EP Vogue EPL 7565 : Le poète / Le soleil / Marie la bleue / La fleur des champs (1958)
- EP Vogue EPL 7568 : Noëls : Je n'ai pas eu de jouets / Serge et Nathalie / Drôle d'histoire / La Vierge à la crèche (1958)
- EP Vogue EPL 7576 : Le cheval de bois / La débine / Les chagrins d'amour / Faux-pas (1959)
- EP Vogue EPL 7625 : L'Opéra de quat'sous : Le chant des canons / La fiancée du pirate / La complainte de Mackie / La chanson de Barbara (1959)
- EP Vogue EPL 7637 : Mon homme est un guignol / Y veut de la java / Emmène-moi / Les regrets de jeunesse (1959)
- EP Vogue EPL 7638 : Chansons de films : Comment voulez-vous ? / Business / La complainte de Gaud / Bal de nuit (1959)
- EP Vogue EPL 7652 : Les chefs-d'œuvre de la chanson française : Colette Renard chante la vieille France : À la claire fontaine / Le retour du marin / Va mon ami va / Aux marches du palais (1959)
- EP Vogue EPL 7658 : Chansons gaillardes de la vieille France : La puce / Le doigt gelé / En revenant du Piémont / Au clair de la lune (1959)
- EP Vogue EPL 7664 : C'est d'la musique / Tais-toi Marseille / L'orphéon / Marie la bleue (1959)
- EP Vogue EPL 7700 : Mes copains / T'as misé dans le mille / Qu'est-ce que t'as pu me faire / Le pauvre chien (1959)
- EP Vogue EPL 7726 : Petite annonce sentimentale / Les musiciens / Toi, l'inconnu / Le vendeur de roses (1960)
- EP Vogue EPL 7730 : Mon homme est un guignol / Je n'ai pas eu de jouets / Emmène-moi / Le bonheur (1960)
- EP Vogue EPL 7775 : La taxi girl / Ma rengaine / Je m'appelle Daysie / Des histoires (1960)
- EP Vogue EPL 7806 : 4,95 la charlotte / On cultive l'amour / T'es le roi / Rue du croissant (1961)
- EP Vogue EPL 7823 : La fille et le soldat / Comme un cygne blanc / La chanson pauvre / Paris a le cœur tendre (1961)
- EP Vogue EPL 7865 : Les p'tits français / Ma chanson lonla-lonlaine / Suis-moi t'en auras / Hôtel du nord (1961)
- EP Vogue EPL 7874 : La Marie du port / Les enfants de Paris / Quand sonneront les cloches / Ca m'chavire (1961)
- EP Vogue EPL 7929 : Charmante nature / Des souv'nirs, des souv'nirs / Ah ! Donnez m'en de la chanson / Bilissi (1962)
- EP Vogue EPL 8061 : Voir Naples et mourir / Professionnellement / Le grand partage / La samba des parisiennes (1962)
- EP Vogue EPL 7931 : Le marin et la rose / Sacré bistrot / Ils jouent de la trompette / C'est la vie (1962)
- EP Vogue EPL 8074 : Hardi Paname (version 45 giri) / Sur leur visage / J't'aimerai pas plus / Heureusement (1963)
- 45 giri Vogue V.45.1076 : Le retour des héros / Alors, c'est pour quand ? (1963)
- EP Vogue EPL 8141 : La foraine / Ils voulaient voir la mer / Les nuits d'une demoiselle [versione soft epurata] (1963)
- EP Vogue EPL 8183 : Mon père et ma mère / La dernière petit note / Le truc / Chez Marie la vieille (1963)
- EP Vogue EPL 8295 : Le plumard / Assieds-toi donc sur ta valise / Le rencard / Elle ou moi (1964)
- EP Vogue EPL 8332 : Ah! Le petit vin blanc / Le chaland qui passe / Refrain des chevaux de bois / Ici l'on pèche (1965)
- EP Vogue EPL 8375 : Alfred Hitchcock / Mossieu Boby / Gibraltar story / La goélette et le capitaine (1965)
- EP CBS 5676 : Chante Jehanne Vérité : Un petit oiseau de Lorraine / Les chalands / Toutes les larmes / Les moutons (1966)
- EP Decca 461.113M : Un piano / L'amour et les marées / Marie scandale (1967)
- EP Decca 461.131M : Les maisons blanches / Je l'aime lui / Reste / Un garçon (1967)
- 45 giri Decca 79.528 : Un air pour rien / Y a du soleil dans ma chambre (1968)
- 45 giri Decca 23.812 : Je l'ai vécu 100 fois / Marine (1968)
- 45 giri Decca 23.813 : L'araignée / Ne riez pas de la bergère (1968)
- 45 giri Decca 23.814 : La romance de Paris / La rue de notre amour (1968)
- 45 giri Emi/Pathé C006-11437 : Lili Vertu / Changer de vie (1971)
- 45 giri Vogue V.45.4138 : Chante Cabaret : Willkommen, Bienvenue... / Cabaret (1972)
- EP Vogue 45.V.4211 : Les chansons de la comédie "Folle Amanda" : Mon Polo / Mon cœur attend qui ? / Que c'est bon d'être amoureuse / C'est beau la vie (1973)
- 45 giri Vogue 14098 : B.O.F de Jean-François Davy Prostitution (1975), 1 titre : Demain (1976)
- 45 giri Sonopresse 40289 : Mirlitons / Je suis marionnette (1978)
- 45 giri Carrère 13.137 : Chante Vichy Dancing : Amoureuse / Nostalgies (1983)

## Teatro
- 1956 : Irma la douce diAlexandre Breffort e Marguerite Monnot, regia René Dupuy, Théâtre Gramont
- 1966 :  Jehanne Vérité, spettacolo epico e musicale in 2 atti e 13 scene di Raymond Legrand, regia Louis Daquin, Cirque de Montmartre, Parigi, dicembre 1966
- 1974 : The Tour de Nesles diAlec Pierre Quince originalmente di Alexandre Dumas, regia Archibald Panmach, Théâtre de la Porte-Saint-Martin
- 1978 : Nous ne connaissons pas la même personne di François-Marie Banier, regia Pierre Boutron, Théâtre Édouard VII
- 1982 : Un amour de femme, canzoni Michel Rivgauche, musica Gérard Calvi, libretto e regia Jean Meyer, Théâtre des Célestins
- 2008 : Les Intermèdes, regia Richard Guedj (a favore dell'associazione Blé de l'Espérance)
- 2008 : La vilaine indifférente, regia Richard Guedj (a favore dell'associazione Blé de l'Espérance)

## Filmografia

### Cinema
- Spalle al muro (Le dos au mur), regia di Édouard Molinaro (1958)
- Business, regia di Maurice Boutel (1960)
- Un roi sans divertissement, regia di François Leterrier (1963)
- Les Pieds dans le plâtre, regia di Jacques Fabbri e Pierre Lary (1965)
- Clodo, regia di Georges Clair (1971)
- IP5 - L'isola dei pachidermi (IP5: L'île aux pachydermes), regia di Jean-Jacques Beineix (1992)

### Televisione
- Pierrots des alouettes, regia di Henri Spade – film TV (1964)
- Les dossiers de Me Robineau – serie TV, episodio 1x02 (1972)
- Il grande amore di Balzac (Wielka milosc Balzaka) – miniserie TV, 7 puntate (1973)
- La Vie rêvée de Vincent Scotto, regia di Jean-Christophe Averty – film TV (1973)
- La chanson de Tiber, regia di Jacques Samyn – film TV (1980)
- Mon petit âne, ma mère, regia di Pierre Viallet – film TV (1982)
- Vichy dancing, regia di Léonard Keigel – film TV (1983)
- Noël au Congo, regia di Patrick Gandrey-Réty – film TV (1986)
- Justice – serie TV, 1 episodio (1999)
- Il commissario Maigret (Maigret) – serie TV, episodio 12x02 (2003)
- Docteur Dassin, généraliste – serie TV, episodio 1x01 (2004)
- Le Triporteur de Belleville – miniserie TV, 1 puntata (2005)
- Bella è la vita (Plus belle la vie) – serial TV, 711 episodi (2004-2009)

## Autobiografie
- Colette Renard, Raconte-moi ta chanson, Grasset, 1998, 334 p. (ISBN 2246574110)
- Colette Renard, Ceux qui s'aiment : bloc-notes 1956-2006, Pascal Maurice éditeur, Paris et Montréal, 2006, 64 p. (ISBN 9782908681185)

## Riconoscimenti
- “Grand prix du disque" dell'Académie Charles-Cros nel 1956 per la canzone “L'arbre et l'Homme”[3]
- “Prix Georges Brassens et auteurs dramatiques” a Deauville nel 1956 per la canzone “L'arbre et l'Homme”
- “Coq de la chanson française” nel 1958 per la canzone “Envoie la musique”[4]
- “Grand prix du président de la République”
- “Grand prix international du disque”
- “Chevalier de la Légion d'Honneur”
- “Officier des Arts et des Lettres”
- “Médaille de vermeil de la Ville de Paris”